# Kingdom Come
Kingdom Come byla britská rocková skupina ze 70. let 20. století, která hrála psychedelický, experimentální a progresivní styl hudby. Skupina spolupracovala s Arthurem Brownem.

## Diskografie
- Galactic Zoo Dossier (1971)
- Kingdom Come (1972)
- Journey (1973)